# Le Mauvais Génie
Le Mauvais Génie est un roman de la comtesse de Ségur paru en 1867. C'est une œuvre moralisatrice et humoristique à la fois.

## Résumé
Julien est un garçon de ferme chargé de garder les dindons des fermiers Bonard. Plusieurs de ces dindons disparaissent, ce qui le met dans l'embarras. Le voleur s'avère être Frédéric, le fils des fermiers, influencé par le méchant Alcide, fils de cafetier. Ces deux larrons les vendaient très cher à M. Georgey, un industriel anglais excentrique et à l'appétit d'ogre. Georgey se prend d'amitié pour Julien.
Alcide de nouveau exerce une mauvaise influence sur Frédéric et le pousse à fracturer une armoire chez les parents de Frédéric, pour voler l'argent qui est dedans. Ils enivrent Georgey et Julien, puis ils volent le porte-monnaie de Georgey. Les époux Bonard portent plainte lorsqu’ils constatent le vol, ne se doutant pas que leur propre fils est le coupable.

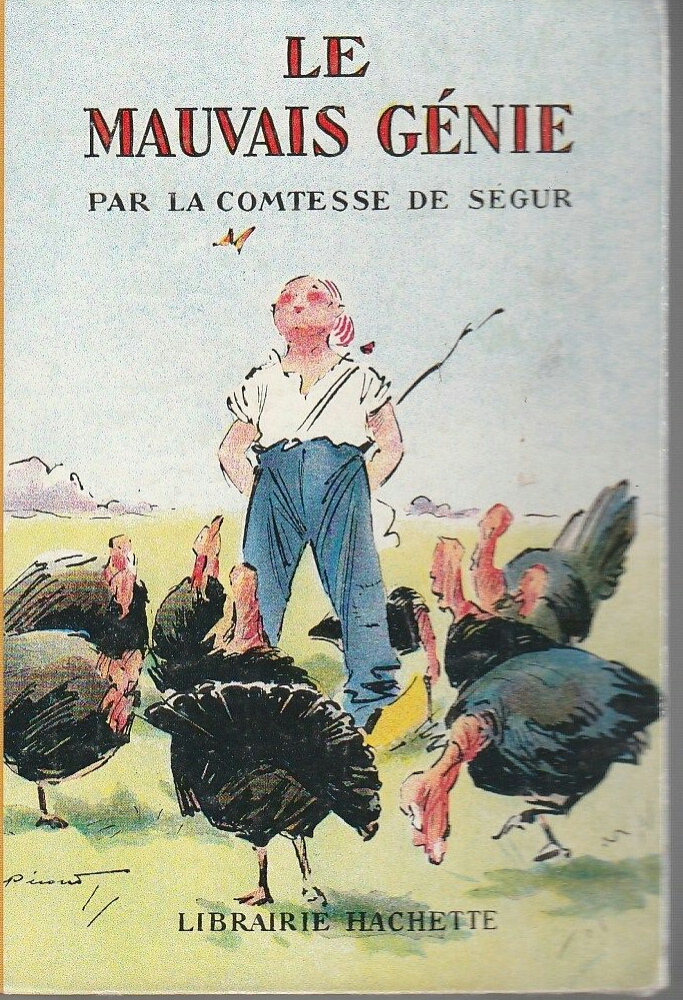
Couverture du Mauvais Génie pour la Bibliothèque rose (1932)

Alcide et Frédéric sont à leur tour dévalisés par d'autres mauvais garçons. Monsieur Georgey reconnaît qu'il n'aurait pas dû s’enivrer et n'aurait pas dû laisser Julien boire avec eux. Les époux Bonard et Georgey découvrent que Frédéric est l'un des voleurs. Monsieur Bonard est effondré : il va passer pour le père d'un voleur et être déshonoré.
Par pitié pour la famille, Georgey réussit à trouver une histoire à dormir debout, où il explique que c'est lui qui a fracturé cette armoire. Les gendarmes sont amusés par l'excentricité de ce riche Anglais et le croient sur parole.
Frédéric s'engage dans l'armée pour expier ses fautes. Il est simple soldat pendant la conquête de l'Algérie, et gagne l'estime de tous : le colonel, les sergents et ses camarades de troupe.
À nouveau, Frédéric croise Alcide, qui s'est lui aussi engagé, pour échapper aux conséquences de ses actes : à la suite d'un concours de circonstances, Frédéric, ivre, veut protéger Alcide contre un sergent, qui ne fait que son travail.
Se rebeller contre un sergent relève de la peine de mort à l'époque. Frédéric et Alcide sont jugés. Après un certain suspens, le premier n'est pas condamné car tout le monde est conscient de ses qualités, y compris le maréchal des logis auquel il a eu affaire. Frédéric est plein de reconnaissance pour ceux qui l'ont gracié et pour ce sergent.
Frédéric participe à une bataille contre les Arabes, se bat brillamment et sauve la vie de son  colonel et du fameux sergent. Alcide est condamné à mort, refuse l'aumônier catholique et meurt en injuriant ses chefs et Frédéric.

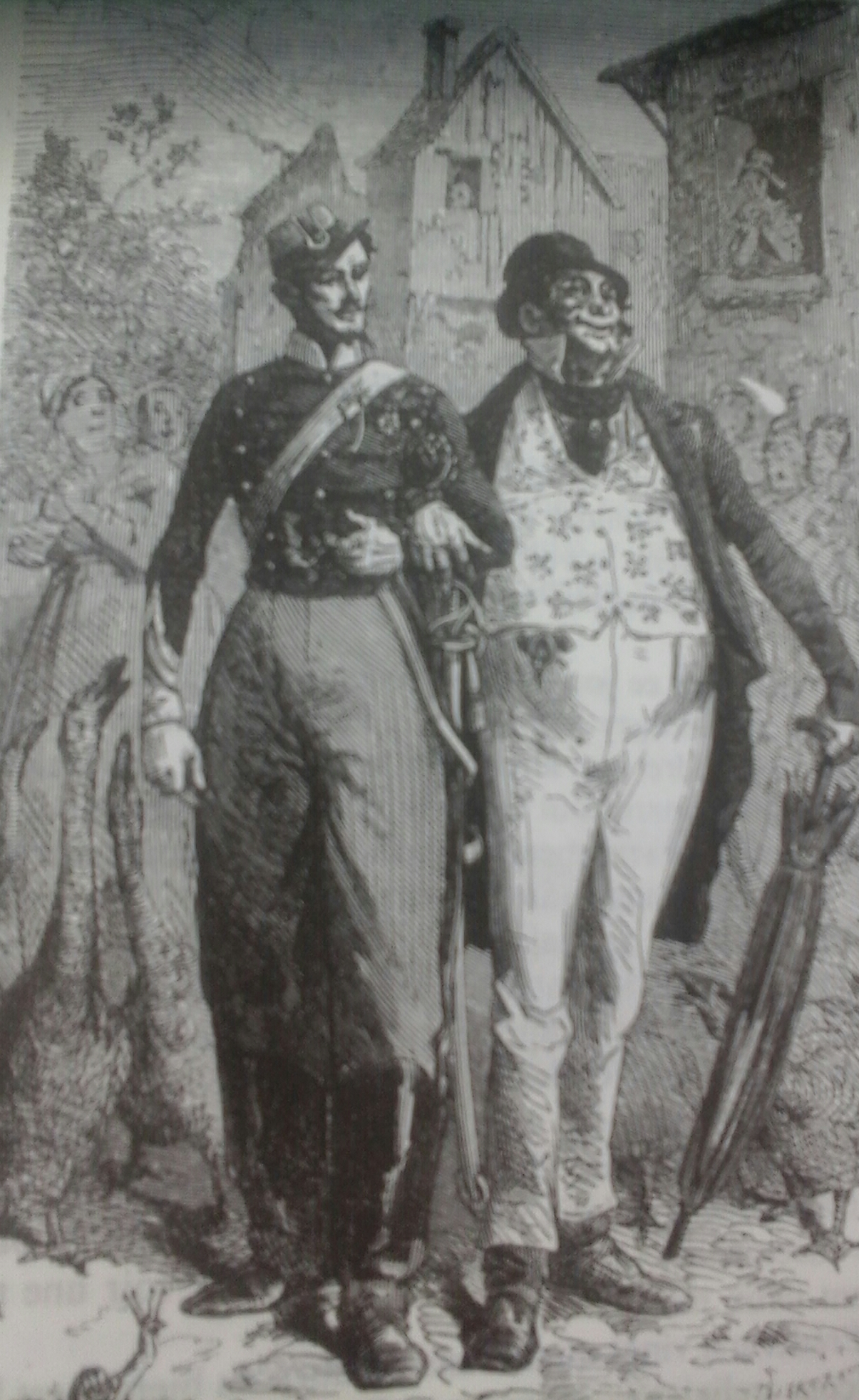
Monsieur Georgey fier de montrer Frédéric, illustration d'Émile Bayard.

Frédéric devient sergent mais tombe gravement malade, Georgey le découvre par hasard sur un lit d'hôpital et le ramène en France. Monsieur Bonard montre fièrement son fils en uniforme, avec ses galons et ses décorations, à toute la ville : la faute de jeunesse est rachetée.
Georgey par ses relations obtient la libération du service militaire pour Frédéric. Celui-ci se marie à l'âge de vingt-quatre ans. « Il sera bon mari et bon père, car il est bon fils, bon ami et surtout bon chrétien. » Quant à Julien, il prendra plus tard la direction d'une manufacture de fil de fer et de laiton construite par Georgey.

## Illustrateurs
Le roman est illustré à l'origine par Émile Bayard, puis notamment par André Pécoud, Jobbé-Duval, Danièle Bour (couverture).

## Disque
Un disque a été édité en 1975 dans la collection Le Petit Ménestrel, d'après ce roman de la comtesse de Ségur, avec François le bossu. Les récits sont lus par Claude Jade et Marie-Christine Barrault.